# Казе Червезато (Венеција)
Казе Червезато (итал. Case Cervesato) је насеље у Италији у округу Венеција, региону Венето.
Према процени из 2011. у насељу је живело 91 становника. Насеље се налази на надморској висини од 15 м.